# Maillezais
Maillezais là một xã ở tỉnh Vendée trong vùng Pays de la Loire, Pháp. Xã này có diện tích 20,33 kilômét vuông, dân số năm 2006 là 963người. Xã này nằm ở khu vực có độ cao trung bình 7 mét trên mực nước biển.

## Biến động dân số
| Năm    | 1962 | 1968 | 1975 | 1982 | 1990 | 1999 | 2006 |
| ------ | ---- | ---- | ---- | ---- | ---- | ---- | ---- |
| Dân số | 899  | 919  | 853  | 868  | 930  | 934  | 963  |